# لوري غرايمز
لوري غرايمز (بالإنجليزية: Lori Grimes) شخصية خيالية، من مسلسل الرعب والدراما الذي عرض على قناة إيه إم سي؛ الموتى السائرون. إبتكر الشخصية روبرت كيركمان، توني مور وتشارلي ألدراد. أدت الممثلة سارة وين كوليز دور لوري زوجة ريك ووالدة كل من كارل وجودث، في المسلسل التلفزيوني. ظهرت لوري في العدد الثاني من سلسلة القصص المصورة، وفي الحلقة الأولى من الموسم الأول في المسلسل التلفزيوني في 2010.
تعيش لوري مع زوجها ريك وإبنهما كارل في سينثيانا، كينتاكي، مع بدأ أحداث أنتشار الفيروس تهرب لوري مع إبنها كارل بمساعدة صديق زوجها المقرب شاين وبغياب زوجها الراقد في المستشفى تكوّن لوري علاقة حميمة مع شاين.
في المسلسل التلفزيوني؛ الموسم الثالث وفي الحلقة السادسة عشرة، وبسبب مضاعفاتٍ الم أثناء حملها بجوديث تموت لوري بعد ولادة جوديث في السجن نتيجة ولادتها لجوديث بسكين فقط بمساعدة ماغي (ابنة المزارع هرشيل) ويضطر كارل بعدها إلى قتلها لكي لاتتحول بعد موتها.

## وصلات خارجية
- لوري غرايمز في قاعدة بيانات الأفلام على الإنترنت
- لوري غرايمز على موقع قناة AMC